# سوگاوارا نو میچی‌زانه

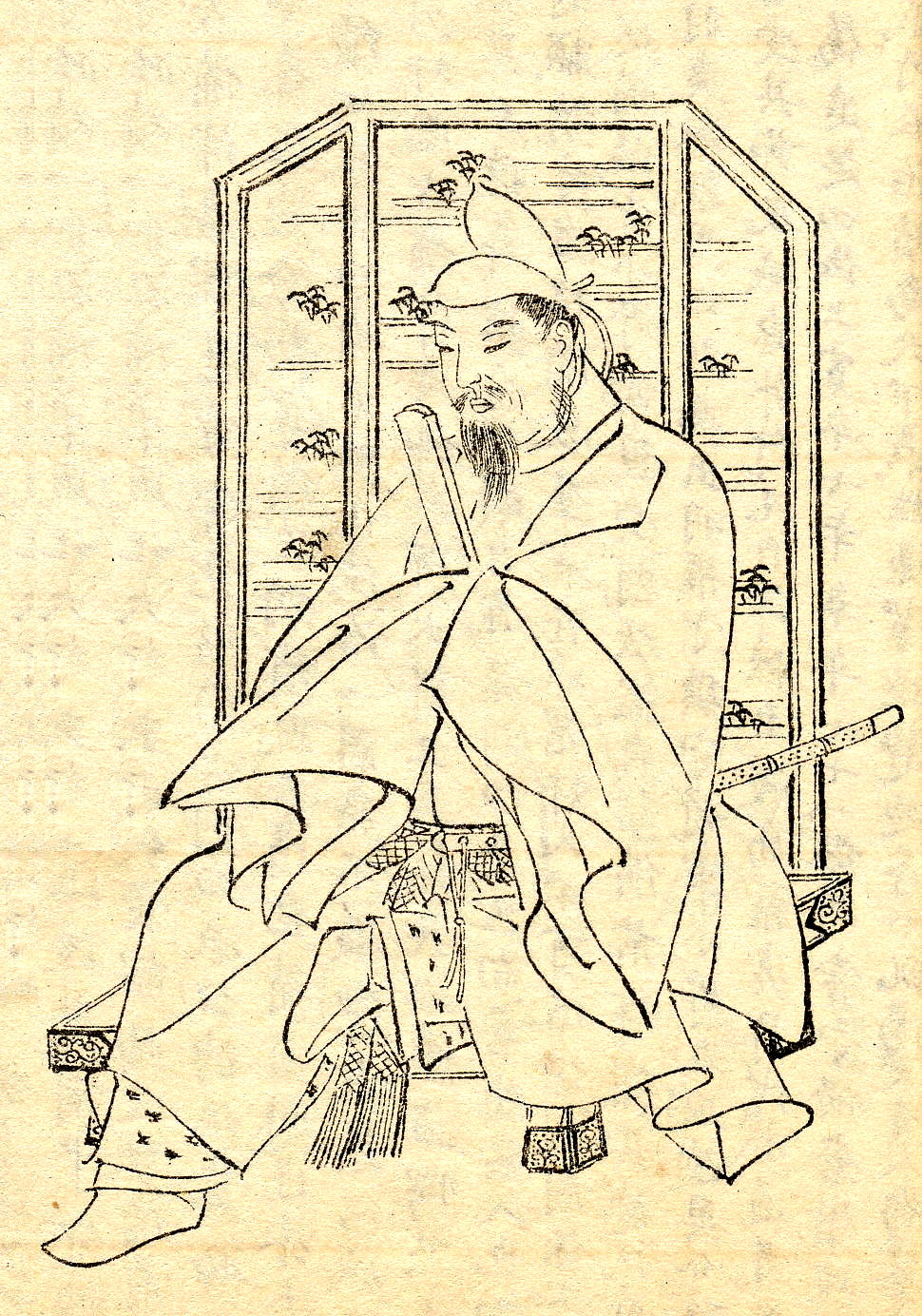
سوگاوارا نو میچی‌زانه

سوگاوارا نو میچی‌زانه (به ژاپنی: 菅原道真 Sugawara no Michizane)؛ زاده ۰۸۴۵ درگذشته ۲۶ مارس ۰۹۰۳) یک سیاستمدار، محقق، شاعر در دوره هی‌آن اهل ژاپن بود.او یکی از سه روح انریو در افسانه های ژاپنی است.